# Carlsplatz
Der Carlsplatz, lange Zeit Karlplatz, ist der älteste noch betriebene Marktplatz in Düsseldorf. Er liegt südlich der Altstadt, in der Carlstadt, benannt nach Kurfürst Carl Theodor.

## Der Carlsplatz heute
Der Carlsplatz ist der wichtigste Marktplatz der Stadt, an dem an sechs Wochentagen, außer an Feiertagen, Markt abgehalten wird. 60 MarkthändlerStand 2014 bieten vor allem Lebensmittel, Obst und Gemüse, Eier, Fleisch, Fisch, Geflügel und Backwaren sowie die traditionellen Reibekuchen mit Apfelmus und fertigen Backfisch an. In den letzten Jahren haben sich verstärkt gastronomische Stände angesiedelt, die den herkömmlichen Markthandel an einigen Stellen abgelöst haben.
Es befinden sich hier drei denkmalgeschützte Gebäude mit der Adresse Carlsplatz. Die Hausnummern 3 und 4 wurden zwischen 1787 und 1790 als Teil einer Baugruppe vom Hofbaumeister Peter Köhler errichtet. Wohl vor allem als letzte Zeugnisse aus der Zeit der Anlage des Platzes wurden die beiden dreigeschossigen Häuser als Baudenkmäler eingestuft. Unter Denkmalschutz steht außerdem das Haus Nummer 6, Ecke Benrather Straße 6b.
Seit 1979 unterhält das 1947 gegründete Familienunternehmen Dauser eine Gastronomie auf der Westseite des Marktes, anfangs als Suppenküche mit „Gulaschkanone“. Im September 2023 wurde durch die Stadt begonnen, die Aufenthaltsqualität durch eine Umgestaltung des Marktumfeldes weiter zu verbessern, am 3. Mai 2024 wurde die Fertigstellung im Beisein des Oberbürgermeisters Stephan Keller offiziell verkündet. Bereits in der Zeit der COVID-19-Pandemie durften die, deutlich mehr gewordenen, Gastronomen, ihre Sitzmöbel und Tische auf einigen der Parkplätze abstellen. Im neuen Platzkonzept standen die Fußgänger und Radfahrer im Mittelpunkt. Autos, vor allem geparkte, sind seitdem weitgehend nicht mehr vorgesehen. Die Stadt ließ pinke und hellblaue Bierzelttische unter Sonnenschirmen, für alle nutzbar, aufstellen. 52 Fahrradbügel wurden zusätzlich installiert. Die Westseite, nun nicht mehr von der Benrather Straße aus befahrbar, bekam einen breiteren Bürgersteig, an dem jetzt die, vorher an der Nordseite befundenen, Taxen stehen. Die Straße ist außer den Taxen nur noch für den Lieferverkehr freigegeben. An beiden Seiten ist ein niedriger Bordstein verbaut, um die Autos in das Parkhaus zu leiten. An der Kreuzung Bilker und Hohe Straße gibt es jetzt eine sogenannte Mobilitätsstation. An der Einmündung der Hohe Straße in Richtung Markt wurde eine Reparaturstation für Fahrräder eingerichtet, vier neue Bäume wurden gepflanzt. Die Arbeiten kosteten rund 900.000 Euro, von denen 520.000 das Land Nordrhein-Westfalen übernahm.

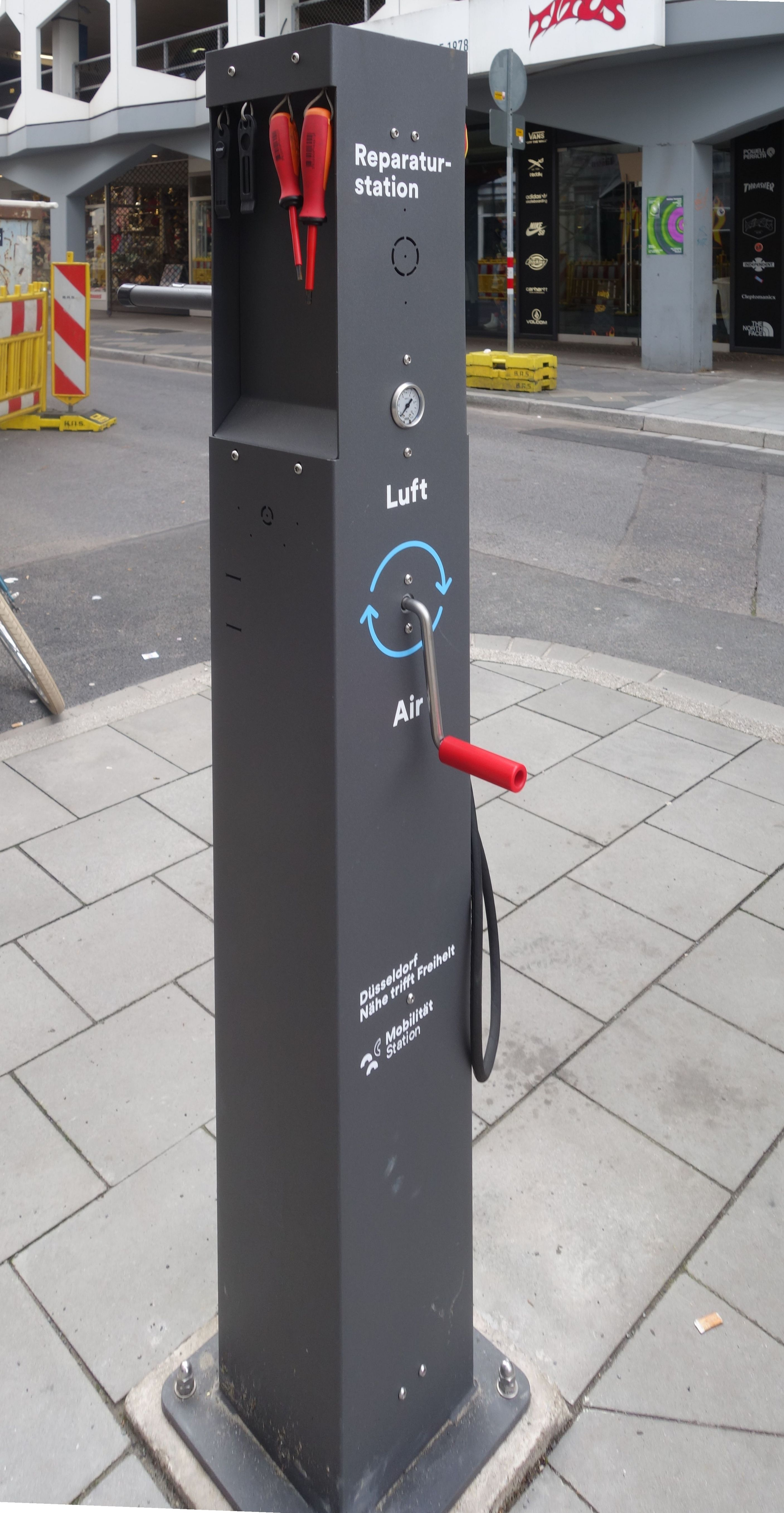
Fahrradreparatur-Station (2024)
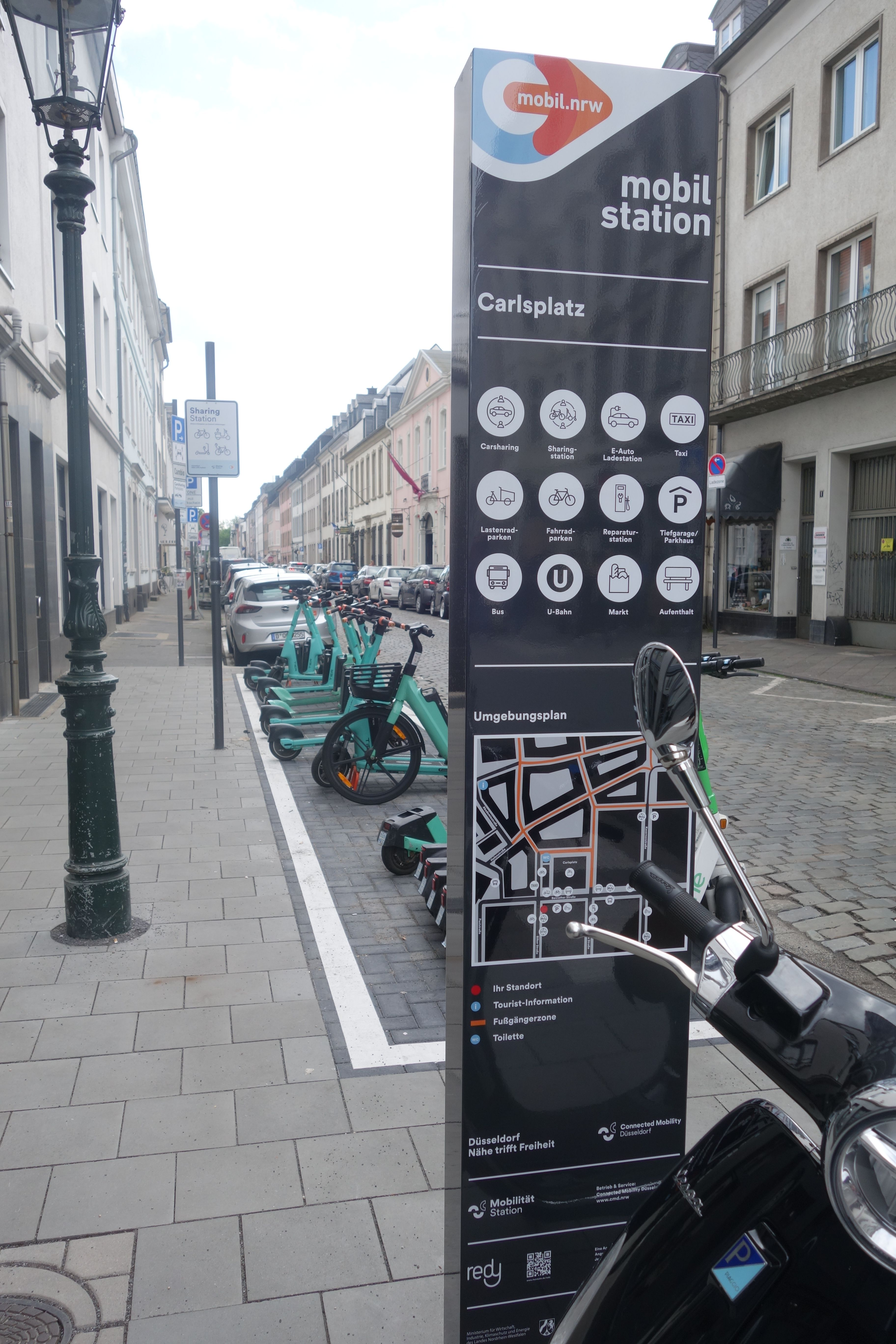
Mobilstation (2024)
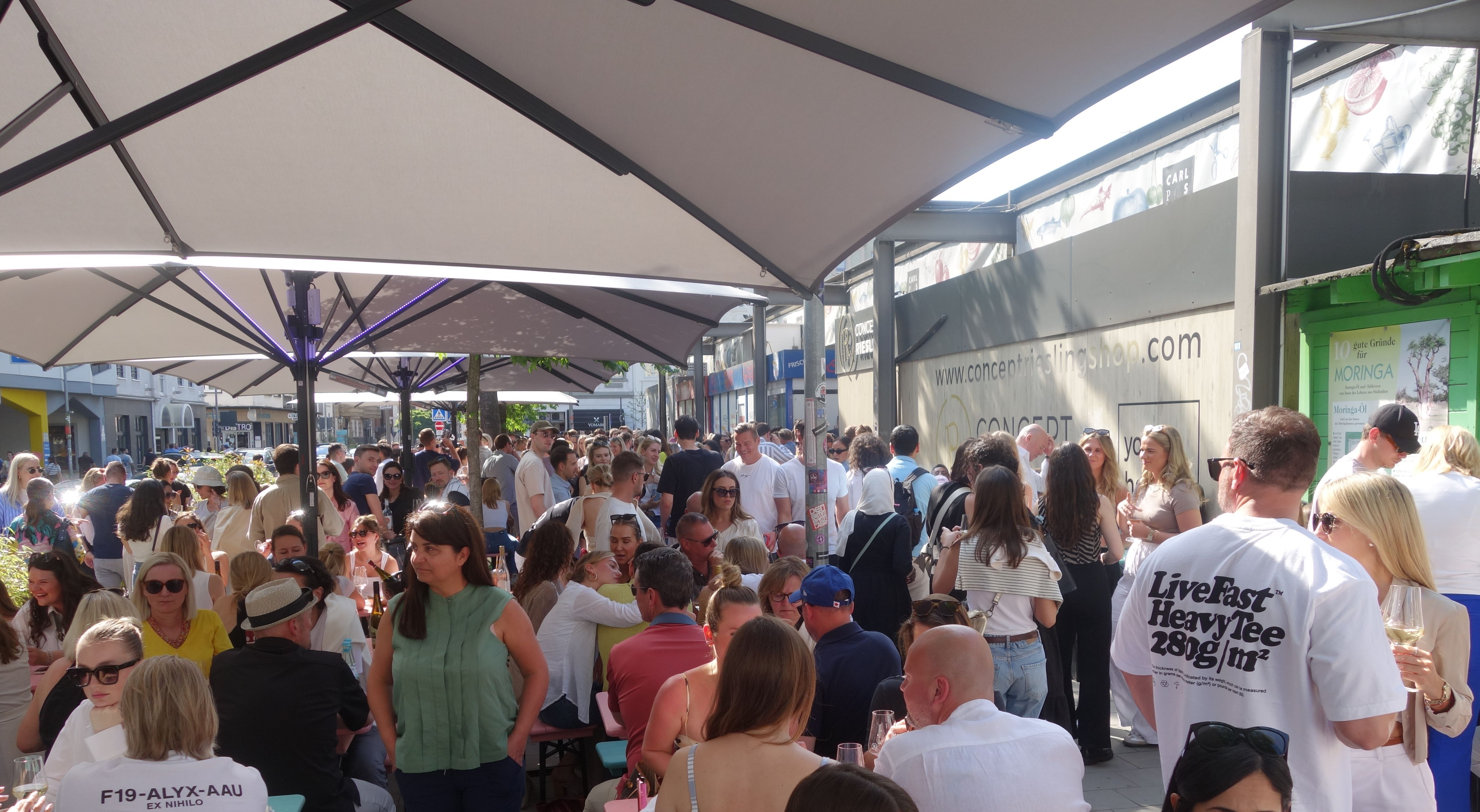
Neue Außengastronomie (2024)
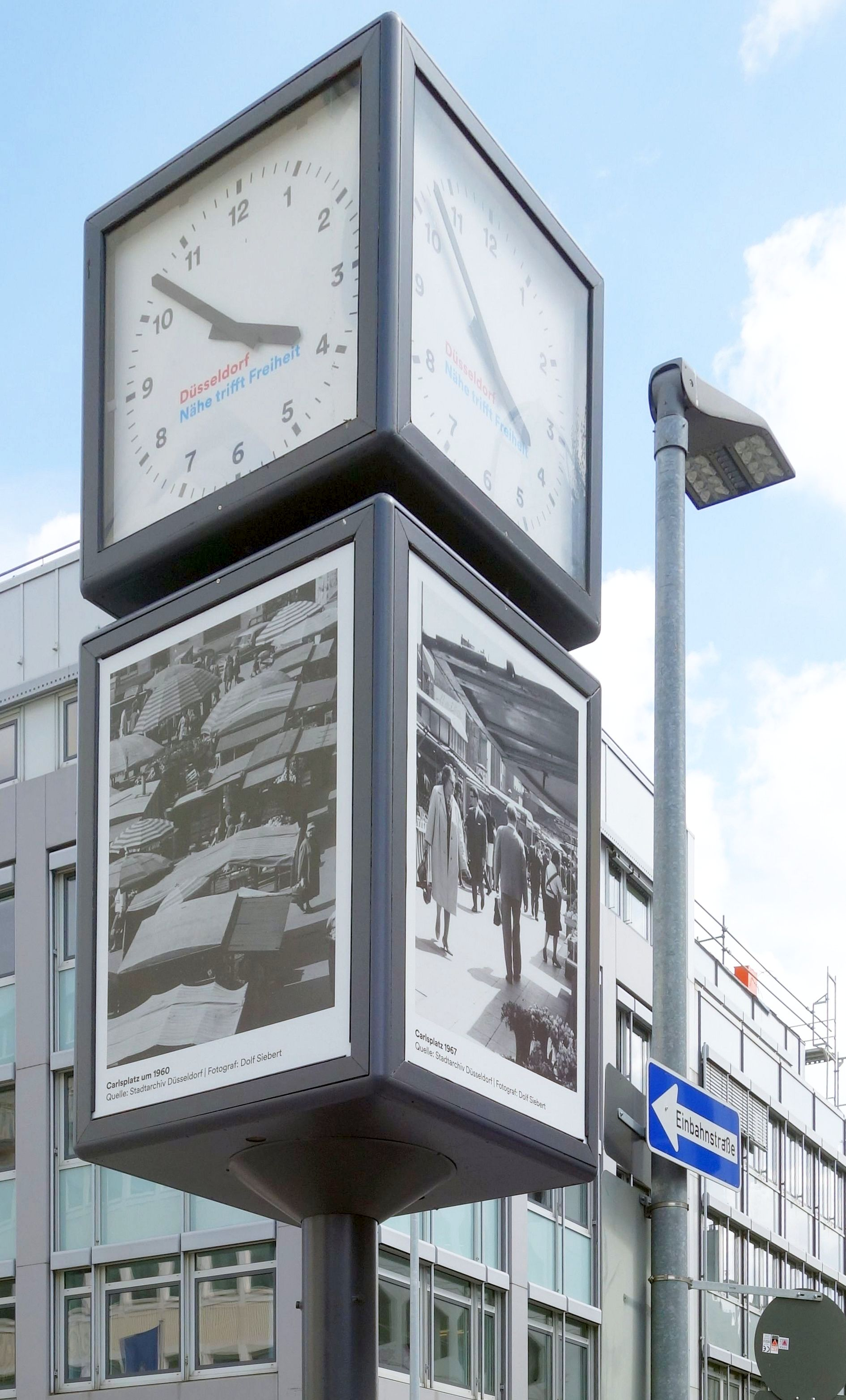
Uhr mit vier historischem Marktfotos

## Geschichte

### Entwicklung der Markt- und Jahrmarktrechte

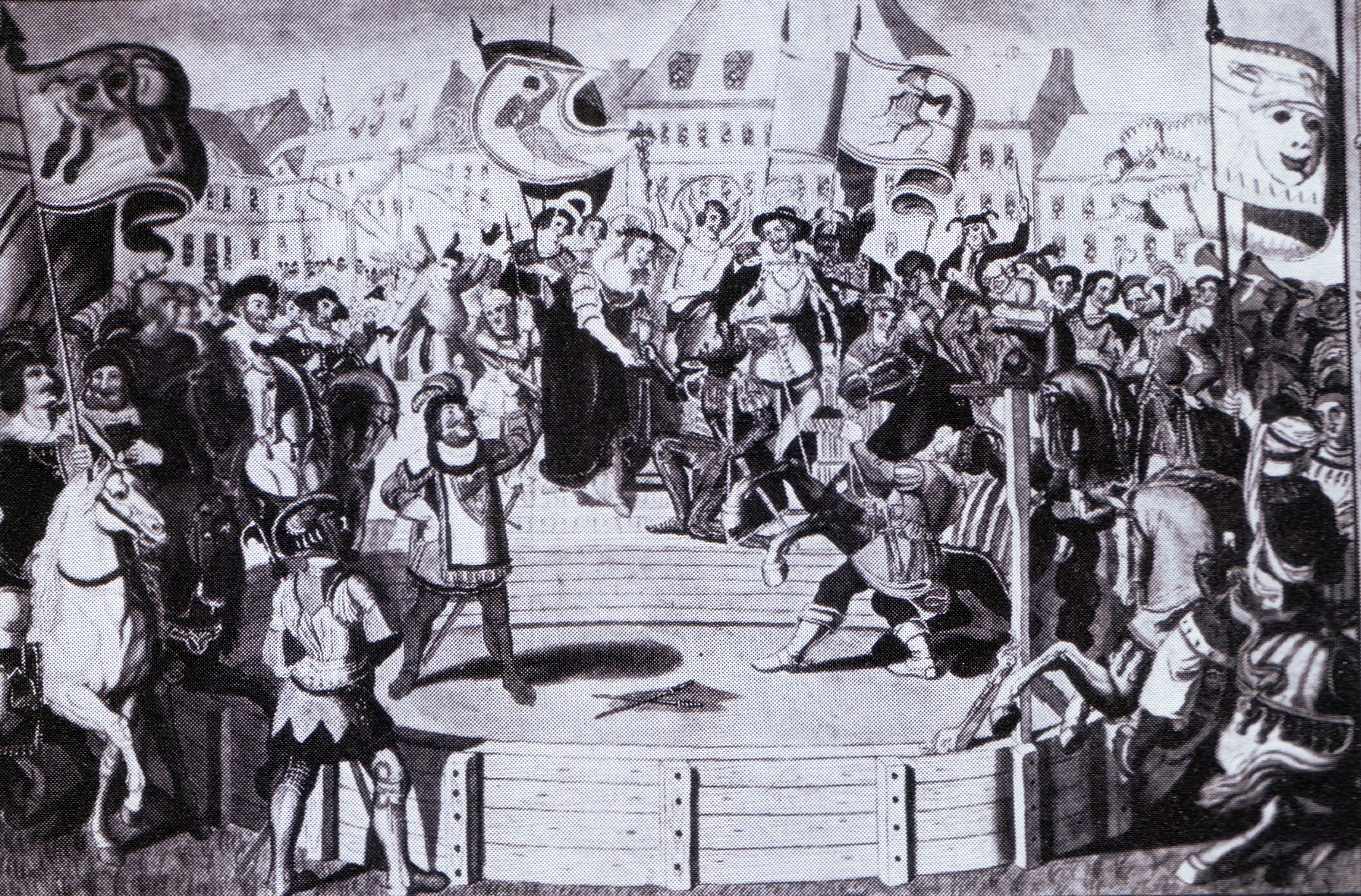
Ritterspiele auf dem Karlsplatz zur Karnevalsfeier 1825

Mit der Erhebung zur Stadt im Jahre 1288 erhielt Düsseldorf Stadt- und Marktrechte.
Im Einzelnen wurden folgende Markt- und Jahrmarktrechte von Graf Adolf V. zugestanden:
- zwei freie Jahrmärkte zu Pfingsten und dem Jahrestag des Hl. Lambertus, jeweils 3 Tage vor und 3 Tage nach dem Feiertag sowie
- an jedem Dienstag der Woche einen allgemeinen freien Markttag

Lag der Marktplatz ursprünglich im Bereich von Altestadt und Krämerstraße, so wurde er später vor dem Rathaus und dem dortigen Marktplatz abgehalten.
1371 wurden die Marktrechte von Graf Wilhelm I. erweitert. Die Stadt erhielt das Recht, für die Abhaltung der Märkte Maß- und Waagegeld zu erheben. Hierdurch erhielt die Stadt eine wichtige finanzielle Einnahmequelle. Zusätzlich wurde ein Markt am Sonntag erlaubt, der von Samstagabend bis Montagmorgen durchgeführt werden durfte.
Ein weiterer Markt wurde 1482 durch Herzog Wilhelm III. als sechstägiger Jahrmarkt am St.-Albanstag bewilligt. Zusätzlich durfte nun auch jeden Mittwoch ein freier Kornmarkt abgehalten werden. Da in dieser Zeit die Stadt expandierte, wurden diese verschiedenen Wochenmärkte regional bedeutender. Der Warenverkehr über die Rheinschifffahrt verstärkte diesen Effekt, dies kam den Märkten ebenfalls zugute.
1546 wurde eine neue Marktordnung durch den Herzog Wilhelm V. erlassen. Auf dem Marktplatz, wie andernorts in der Stadt, wurden freie Wochenmärkte am Dienstag abgehalten. Hierfür durften nun Standgebühren erhoben und Qualitätskontrollen eingeführt werden.
Mit der Erhebung zur Hauptstadt der Herzogtümer Berg, Jülich, Kleve und der Grafschaft Mark im 16. Jahrhundert stieg die Bedeutung des Düsseldorfer Marktes, mit den Händlern der Reichsstadt Köln entstand ein Handelskonflikt.
Wegen der durch die stetig anwachsende Bevölkerung unzureichenden Lebensmittelversorgung erhöhte Johann Wilhelm 1706 die Zahl der Wochenmärkte von zwei auf drei Tage. Fremde Händler genossen an diesen Tagen besondere Steuervorteile. Unter Kurfürst Karl Theodor wurde 1774 eine entsprechende Marktordnung für den Großen Markt (vor dem Rathaus) und den Fischmarkt (auf einen Platz zwischen Rhein und Zolltor) erlassen. Es wurde den Händlern gleichzeitig erlaubt, an allen Tagen, außer samstags und sonntags, „die gewöhnlichen Marktwaaren“ anzubieten.

### Markt auf dem Carlsplatz

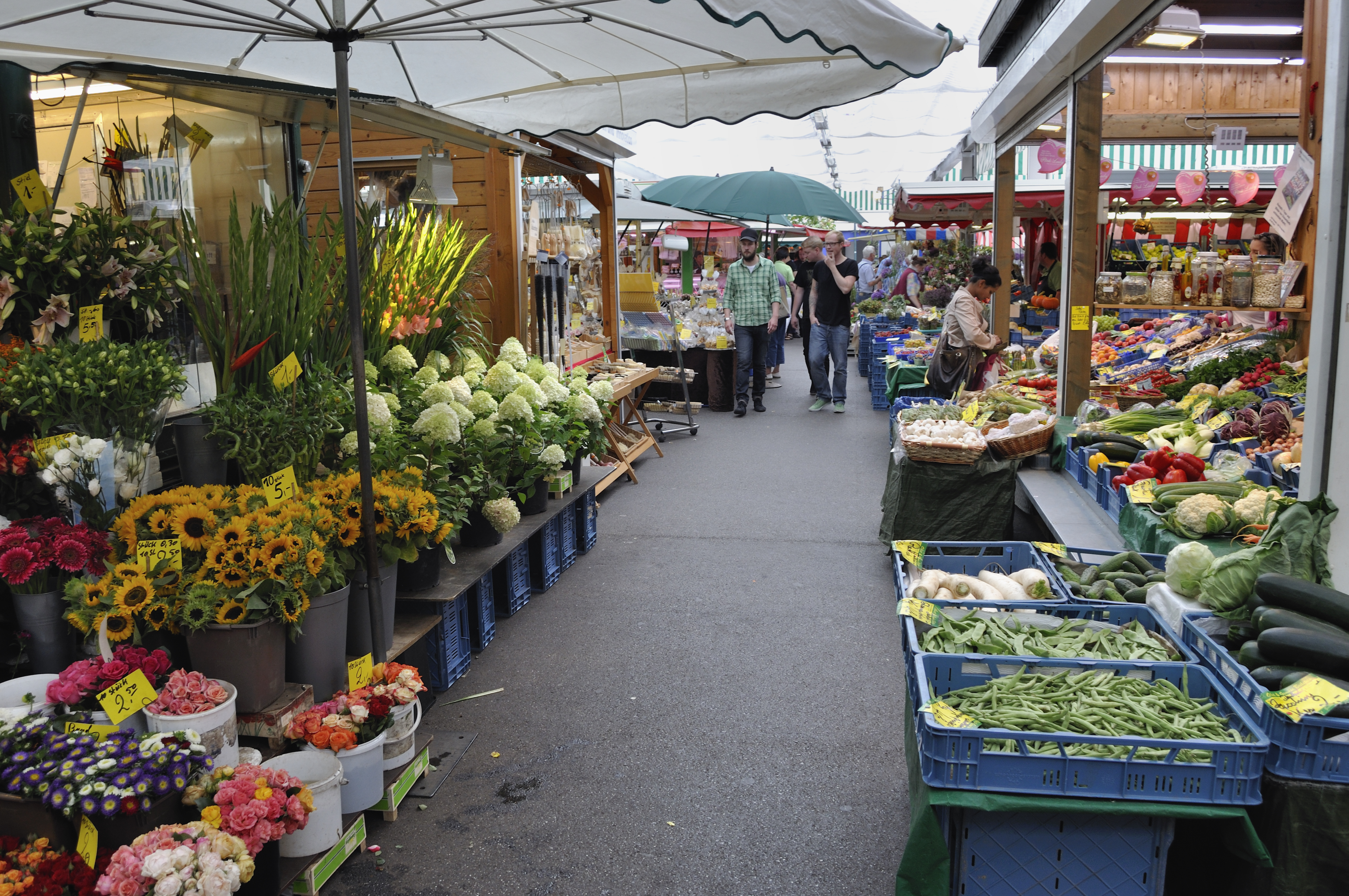
Markttag

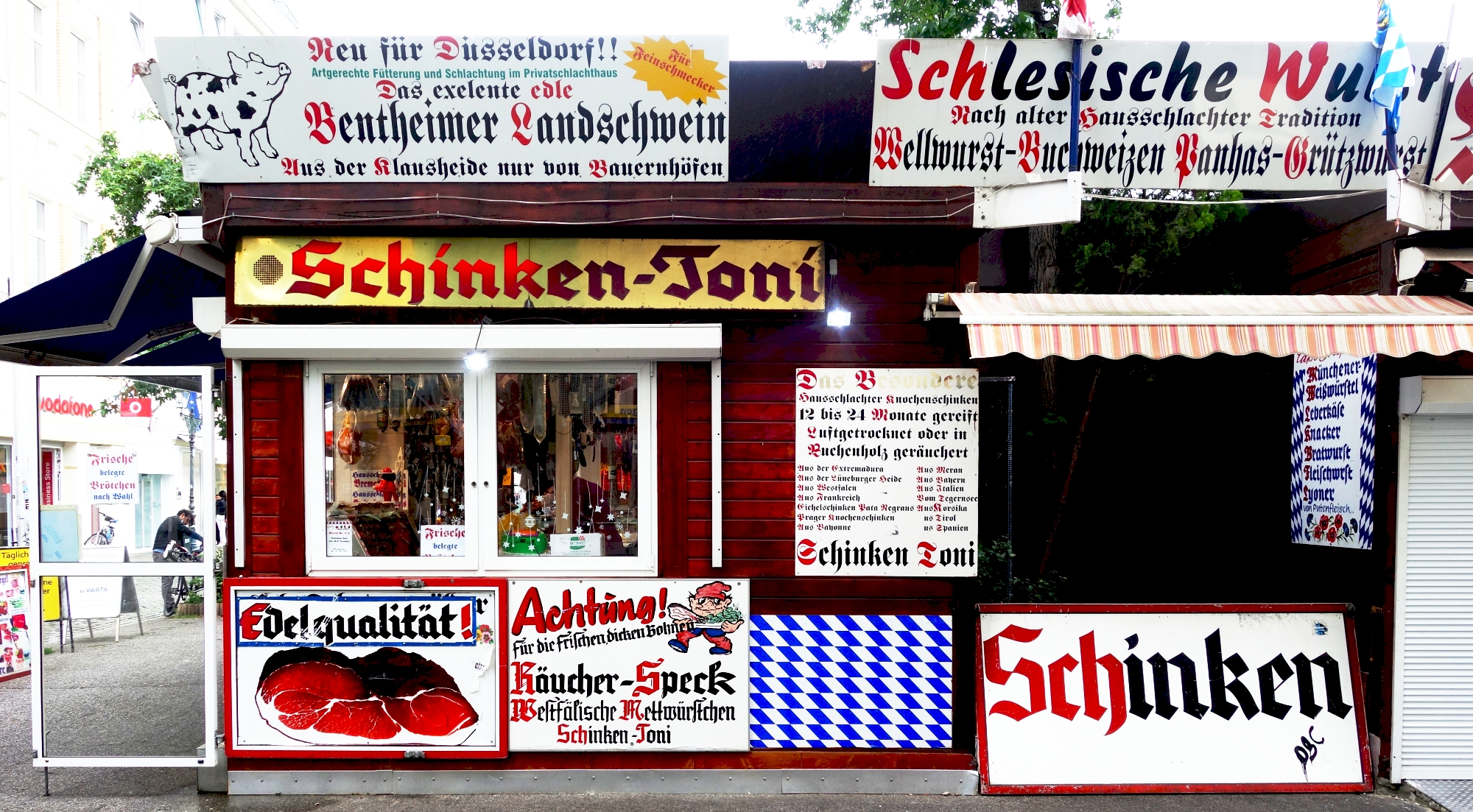
Schinken-Toni auf dem Carlsplatz (2020)

Bei der Errichtung der Carlstadt in der zweiten Hälfte des 18. Jahrhunderts wurde dort auch ein neuer Platz, der Carlsplatz, angelegt. Dieser wurde zuerst während der französischen Besetzung von Düsseldorf 1797 als Exerzier- und Paradeplatz für die französische Garnison ausgebaut und benutzt.
Auch die Preußen benutzten zusätzlich den Carlsplatz um Mitte des 19. Jahrhunderts zum Exerzieren für ihre Soldaten, die in den Kasernen an der Kasernenstraße stationiert waren. Das Gelände bei den Kasernen war für die Ausbildung aller Soldaten nicht ausreichend.
Im Jahr 1808, setzte sich der Carlsplatz als Standort für die vier einwöchigen Jahrmärkte Düsseldorfs gegen den Markt der Altstadt durch. 1821 wurde der St. Nicola-Jahrmarkt ebenfalls auf den Carlsplatz verlegt.
Über die ehemaligen beiden „Pelz- und Lampenmärkte“ im Oktober und November auf dem Düsseldorfer Markt hieß es, dass dort weder Pelze noch Lampen verkauft wurden. Sie nahmen lediglich Bezug auf den nahenden Winter. Ein Düsseldorfer erinnerte sich 1950, als eine Diskussion des Wiederauflebens der Pelz- und Lampenmärkte aufkam, noch daran, dass der spätere Düsseldorfer Warenhauskönig Salomon Hartoch mit seinem Verkauf auf dem Lampenmarkt den ersten Grundstein für seine späteren Großkaufhäuser legte: „Ich sehe ihn noch vor mir, wie er vor seiner Bude mit Bändern, Spitzen, Kopftüchern, Sch[n]ürriemen und Hosenknöpfen stand […].“ Diese Märkte mit der damit einhergehenden Kirmes waren ein Höhepunkt der Altstadt. Von den Händlern auf dem Karlplatz und in den angrenzenden Straßen wurden hauptsächlich Haushaltsgeräte, Blech- und Emaillewaren zum Verkauf angeboten, auch Textilwaren wie Wäsche, Tuche und dergleichen. Die jüngeren Besucher waren hauptsächlich am Kirmestreiben interessiert, mit Schau- und Süßigkeitenbuden oder dem von Altstädter Jonges angetriebenen Holzpferde-Karussell, die dafür umsonst mitfahren durften. Eine Attraktion war bis zum Einsetzen des Winters auch der Schausteller Käfer mit seinen Riesenschlangen. Die Tradition der Pelz- und Lampenmärkte gab es über 300 Jahre, die letzten fanden in den 1890er Jahren statt. Im Jahre 1804 fand der Severins-Jahrmarkt erstmals auf dem Carlsplatz statt, allerdings unter großen Protesten, die Polizeischutz für die Markthändler nötig machten.
Nach Ende der Franzosenzeit unter den Preußen waren die von den Franzosen verbotenen Belustigungen zu den drei Karnevalstagen von Sonntag bis Dienstag auch auf Straßen und Plätzen in der Stadt wieder erlaubt. Der Höhepunkt dieser öffentlichen Aktivitäten erfolgten ab den 1820er Jahren Dienstags auf dem Carlsplatz. Bereits zu dieser Zeit waren polizeiliche Vorgaben hinsichtlich Wagen- und Reitverkehr für diesen Dienstag auf Straßen und Plätzen zu beachten. Von 1841 bis 1860 befanden sich ein Carnevalsdenkmal und ein Hoppeditz-Denkmal auf dem Platz. Ab 1888 durften Zirkusse und Schaubuden nicht mehr auf den Carlsplatz, da man den Lärm den Anwohnern nicht mehr zumuten wollte.
Ab 1910 war der Karlplatz, nun mit K und ohne s geschrieben, endgültig als Wochenmarkt etabliert. Ab 1940 wurde er allerdings auf den Schwanenmarkt verlegt, da unter dem Karlplatz ein Luftschutzbunker errichtet wurde. Nach dem Krieg kehrte ab Mai 1951 der Markt auf den Karlplatz zurück. Das Parkhaus am Rande des Platzes wurde 1970 erbaut.
1997 bildete sich eine Interessengemeinschaft der Händler, die den Platz seitdem von der Stadt pachtet und in Eigenregie vermarktet. 1998 wurde die Glasüberdachung errichtet, die Glaspavillons 2002. Ende 2022 gab mit der Familie Porten aus Düsseldorf-Volmerswerth nach 76 Jahren der letzte Gemüsebauer seinen Stand auf.

## Karlplatz und Carlsplatz
Die Schreibweise des Carlsplatzes änderte sich im Laufe der Zeit. Insbesondere wurde im 20. Jahrhundert das Fugen-s eingefügt.
Die Bevölkerung akzeptierte dies jedoch nie und nannte den Platz stets Karlsplatz. Über Jahrzehnte hinweg weigerte sich die Stadt, die Sprechweise der Bevölkerung zu übernehmen. Inzwischen ist das S allerdings auf Initiative der Bürgergesellschaft Alde Düsseldorfer zurückgekehrt (jetzt ohne das Fugen-Apostroph), auch die Schreibweise mit C zu Beginn wurde wieder eingeführt.

## Brunnen
Am Carlsplatz befindet sich ein von dem Bildhauer Ferdinand Heseding (1893–1961) im Jahre 1958 geschaffener Brunnen.

## Marginalien

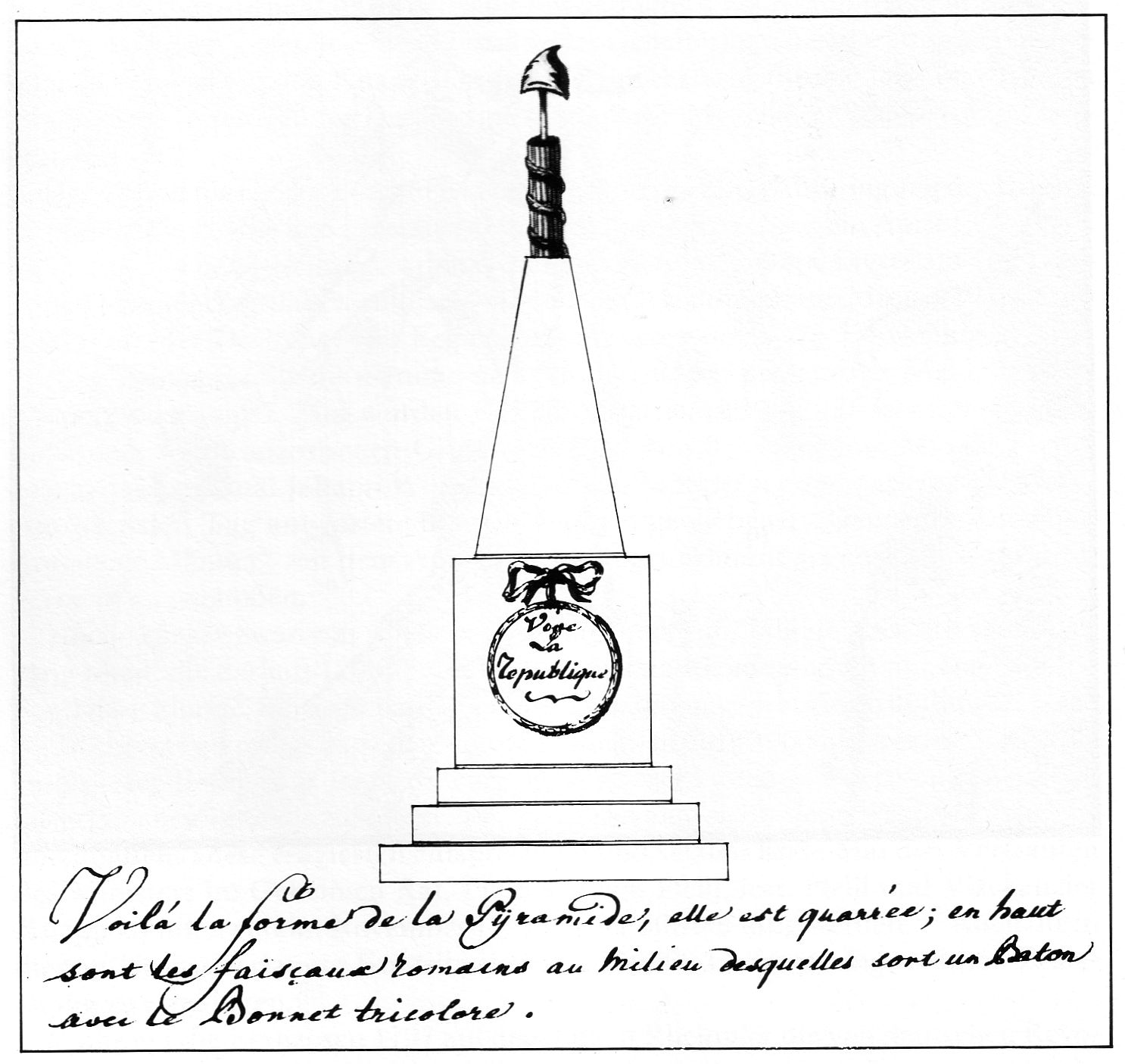
Pyramide
(Entwurf Joseph Erb)

- Unter französischer Besatzung musste am 22. September 1797, dem französischen Neujahrsfest, eine von Joseph Erb, (1735–1797; Professor der Baukunst) entworfene Pyramide auf dem Platz zum Parade- und Exerzierplatz hergerichteten Karlplatz aufgestellt werden. Der jedoch erst im Oktober des Jahres fertiggestellte Obelisk wurde im November 1800 vom Sturm zerstört und in Anbetracht des zu erwartenden Friedensschlusses nicht wieder errichtet.[14]
- 1790 erregte das Haus des Geheimrats Francken am Karlplatz die Bewunderung des Reiseschriftstellers Joseph Gregor Lang, „durch seine reine und erhabene Fassade“.[15]
- Bereits in der Zeit nahmen Zeitgenossen erheblichen Anstoß an geschäftstüchtigen Investoren, die in der Karlstadt offenbar eine günstige Investitionsmöglichkeit sahen. Der kurpfälzische Gesandte am niederrhrein-westfälischen Kreis, Geheimrat Johann Heinrich von Grein († 1803), besaß neben zwei hochveranschlagten Häusern an der Wallstraße, in denen er wohnte, einen aus sechs Einheiten bestehenden Gebäudekomplex am Karlplatz.[16]
- Ende des 18. Jahrhunderts gründete Christian Gottfried Jaeger, aus Traben-Trarbach kommend, am Karlsplatz ein Kaffee-, Farbholz- und Weingeschäft. Zusammen mit ihm arbeiteten der ebenfalls von der Mosel kommende Adolf Pfeiffer und Christian Gottfried Trinkaus. Jaeger war in zweiter Ehe mit Juliane Pfeiffer verheiratet, Jaegers Schwester war die Frau des Haushofmeisters Trinkaus in Hessen gewesen. Aus dieser Ehe stammte Christian Gottfried Trinkaus. 1982 starb Christian Gottfried Jaeger ohne Nachkommen und Trinkaus, der eine Pfeiffer geheiratet hatte, übernahm das Erbe und  entwickelte daraus in den 1850er Jahren das Bankhaus Trinkaus.[17]
- Bäcker Sebastian Kamps, Sohn von Heiner Kamps, der vor allem durch die von ihm aufgebaute deutsche Bäckereikette Kamps bekannt wurde, eröffnete 2004 mit Hilfe seines Vaters das Back-Café Bastians auf der Ecke Berger Straße. Das immer gut besuchte Café wurde Ende 2021 geschlossen.[18]
- Die Marke „Yomaro“, ein kleiner Frozen Yogurt Store, Adresse Carlsplatz 6b, begann 2012 von Düsseldorf aus ihre Expansion zu einer Kette mit Franchise-Partnern für Frozen Yogurt, inzwischen als „German Frozen Yogurt“ auch in anderen Ländern vertreten. Nach Angabe der Betreiber Raphael Inhoven und Matthias Rombey stammt die Idee aus einer Asienreise. Originellerweise eröffneten sie im Dezember 2023 dort, in Kuala Lumpur, Malaysia, drei neue Standorte, Djakarta, Indonesien. Hongkong und China waren geplant. 2024 bestanden in Düsseldorf fünf Verkaufsstellen, bundesweit waren es Standorte in 20 Städten.[19]